# 煤色蘇納鯒
煤色蘇納鯒，又稱煤色蘇納牛尾魚，為輻鰭魚綱鮋形目牛尾魚亞目牛尾魚科的其中一種，分布於印度西太平洋區，從印度孟買至印尼婆羅洲海域，屬底棲性魚類，體長可達40公分，生活在泥底質的河口區及沿海，屬肉食性，生活習性不明。